# Kanton Argelès-Gazost
Der Kanton Argelès-Gazost war bis 2015 ein französischer Wahlkreis im Arrondissement Argelès-Gazost, im Département Hautes-Pyrénées und in der Region Midi-Pyrénées; sein Hauptort war Argelès-Gazost. Sein Vertreter im Generalrat des Départements für die Jahre 2008 bis 2014 war Georges Azavant.

## Gemeinden
Der Kanton bestand aus 23 Gemeinden:
| Gemeinde             | Einwohner Jahr | Fläche km² | Bevölkerungsdichte | Postleitzahl | Code INSEE |
| -------------------- | -------------- | ---------- | ------------------ | ------------ | ---------- |
| Adast                | 279 (2013)     | –          | – Einw./km²        | 65260        | 65001      |
| Agos-Vidalos         | 411 (2013)     | –          | – Einw./km²        | 65400        | 65004      |
| Arcizans-Avant       | 373 (2013)     | –          | – Einw./km²        | 65400        | 65021      |
| Argelès-Gazost       | 3048 (2013)    | –          | – Einw./km²        | 65400        | 65025      |
| Artalens-Souin       | 134 (2013)     | –          | – Einw./km²        | 65400        | 65036      |
| Ayros-Arbouix        | 290 (2013)     | –          | – Einw./km²        | 65400        | 65055      |
| Ayzac-Ost            | 452 (2013)     | –          | – Einw./km²        | 65400        | 65056      |
| Beaucens             | 416 (2013)     | –          | – Einw./km²        | 65400        | 65077      |
| Boô-Silhen           | 270 (2013)     | –          | – Einw./km²        | 65400        | 65098      |
| Cauterets            | 1002 (2013)    | –          | – Einw./km²        | 65110        | 65138      |
| Gez                  | 327 (2013)     | –          | – Einw./km²        | 65400        | 65202      |
| Lau-Balagnas         | 506 (2013)     | –          | – Einw./km²        | 65400        | 65267      |
| Ouzous               | 201 (2013)     | –          | – Einw./km²        | 65400        | 65352      |
| Pierrefitte-Nestalas | 1195 (2013)    | –          | – Einw./km²        | 65260        | 65362      |
| Préchac              | 233 (2013)     | –          | – Einw./km²        | 65400        | 65371      |
| Saint-Pastous        | 129 (2013)     | –          | – Einw./km²        | 65400        | 65393      |
| Saint-Savin          | 379 (2013)     | –          | – Einw./km²        | 65400        | 65396      |
| Salles               | 208 (2013)     | –          | – Einw./km²        | 65400        | 65400      |
| Sère-en-Lavedan      | 68 (2013)      | –          | – Einw./km²        | 65400        | 65420      |
| Soulom               | 247 (2013)     | –          | – Einw./km²        | 65260        | 65435      |
| Uz                   | 36 (2013)      | –          | – Einw./km²        | 65400        | 65458      |
| Vier-Bordes          | 102 (2013)     | –          | – Einw./km²        | 65400        | 65467      |
| Villelongue          | 402 (2013)     | –          | – Einw./km²        | 65260        | 65473      |

## Bevölkerungsentwicklung
| 1962   | 1968   | 1975   | 1982   | 1990   | 1999   | 2006   |
| ------ | ------ | ------ | ------ | ------ | ------ | ------ |
| 11.183 | 11.300 | 10.463 | 10.367 | 10.167 | 10.408 | 10.661 |